# ليدي تيريزا وا
ليدي تيريزا وا (بالإنجليزية: Lady Teresa Waugh)‏ (26 فبراير 1940، تشيلسي في المملكة المتحدة)؛ روائية بريطانية.